# Máthé Gábor (labdarúgó)
Máthé Gábor (Békéscsaba, 1985. augusztus 10. –) magyar labdarúgó.

## Pályafutása
Az Újpest FC, majd a Debreceni VSC korosztályos csapatában kezdte a labdarúgást. 2004 és 2006 között a DVSC első csapatatának a tagja volt. 2006-ban a Létavértes SC, 2006 és 2008 között a Dunaújváros FC labdarúgója volt. 2007–08-ban kölcsönben a Nyíregyháza csapatában szerepelt. 2008 és 2013 között a Békéscsaba játékosa volt.
Az U17-es válogatott tagjaként részt vett a 2002-es dániai Európa-bajnokságon